# Wa・ショイ!/風のサザン・カリフォルニア
「Wa・ショイ!／風のサザン・カリフォルニア」（ワッショイ／かぜのサザン・カリフォルニア）は、堀ちえみの15枚目のシングル。両A面シングル仕様になっており、1985年7月3日にキャニオン・レコードよりリリースされた。

## 背景
「Wa・ショイ!」には、お祭りや音頭をイメージしてサンプリングされた ″ワッショイ″ という掛け声が取り入れられており、当時のホリプロのスタッフもこのコーラスに参加している。なお、歌詞の中には ″お祭り″ や ″ワッショイ″ という言葉は使われていない。当時としては珍しい作りの楽曲であり、堀自身は「ちょっと先取りしすぎた」と後に語っている。(CD-BOXのブックレットにて)
フジテレビ系「夜のヒットスタジオ」に出演した際、お神輿が登場しその上に乗って歌唱するという演出があった。
「風のサザン・カリフォルニア」は、「愛のランナー」に続き花王 ″エッセンシャルシャンプー（ミラージュボール）″ のCM曲に使用された。曲はギタリストの高中正義が提供している。
オリコンチャートにおいては、1983年発売の「さよならの物語」以来、通算11曲目となる週間TOP10（最高9位・売上枚数7.4万枚）にランクインしたが、オリコン週間ランキングで10位以内に入ったのは、2019年の時点で本作が最後となっている。

## 収録曲
1. Wa・ショイ!
作詞：鈴木博文／作曲・編曲：白井良明
2. 風のサザン・カリフォルニア
作詞：売野雅勇／作曲：高中正義／編曲：新川博